# Manufacture
Pour le contexte de l'économie française liée à l'Ancien Régime, voir Centralisation.
Pour les articles homonymes, voir Manufacture (homonymie).
Une manufacture (du latin manufactura, « fait à la main ») est un lieu de fabrication dans lequel des produits sont à l'origine fabriqués à la main par des ouvriers et qui sert à désigner aujourd'hui une entreprise dans laquelle les biens sont produits directement ou indirectement (robotisation) par l'homme. Le terme est aujourd'hui particulièrement utilisé dans l'industrie horlogère pour désigner les entreprises, à l'image des marques des groupes Rolex, Seiko, Swatch et Citizen ou encore de la division horlogerie de Cartier, qui fabriquent elles-mêmes leurs propres mouvements, afin de les différencier de celles qui sous-traitent partiellement ou intégralement cette fabrication.
Un objet manufacturé est au sens strict un objet fabriqué par des ouvriers dans une manufacture. Au sens large et actuel, cette expression désigne tout objet fabriqué directement ou indirectement (via des machines automatiques ou robots) par l'homme, dans une usine ou une fabrique artisanale.

## Manufactures privilégiées
L'organisation de l'économie industrielle était organisée en corps de métiers dont les règlements limitaient le nombre de compagnons et d'apprentis, fixant précisément le domaine et les procédés d'activité.
Il fallut donc que des maîtrises particulières soient créées avec un règlement particulier et qui leur permette d'organiser en grand de nouvelles productions. Ce règlement dérogatoire s'appelait un privilège, et l'établissement créé en conséquence, une manufacture privilégiée.
Les communautés de métier étaient conservées pour les productions traditionnelles, et leurs dispositions sociales (statut des apprentis, horaires, rémunérations...) n'étaient pas abolies mais reprises dans le nouveau règlement de fabrique. Celui-ci était pris, selon les mêmes formes qu'un statut de communauté de métier, c'est-à-dire par lettres patentes. Il s'agissait par conséquent d'établissements industriels et commerciaux à statut de droit public, et non de sociétés privées créées par un contrat.
Les principales manufactures ont été mises en place à la fin du XVIIe siècle, sous Colbert. L'objectif de sa politique mercantiliste est réduire l'attrait des rentes constituées et de la préférence française pour la rente, pour orienter l'argent vers la production.
Dès 1663 et 1665, de nombreux établissements de ce type sont fondés comme la Manufacture des Gobelins et la manufacture des Glaces, qui deviendra plus tard Saint-Gobain. En 1669, Colbert crée un métier axé sur la qualité des produits : Inspecteur général des Manufactures.
D'autres suivront, la Manufacture de Vincennes qui deviendra la Manufacture nationale de Sèvres (porcelaine) et la Manufacture de Beauvais, qui s'ajoutent à celle des Gobelins, fondée en 1664 par le Hollandais Jean Glucq, ou la Manufacture de la Savonnerie. Certaines sont devenues de grandes entreprises publiques passées depuis au secteur privé (exemple : Saint-Gobain, la Compagnie des Glaces).
La Manufacture d'armes de Saint-Étienne sera fondée elle en 1764 à Saint-Étienne.

### Manufactures et magasins créés ou relancés en France entre 1661 et 1766
- en 1601, la Manufacture des Gobelins, pour la tapisserie et la teinture, créée par Barthelemy de Laffemas
- en 1663, la Manufacture de la savonnerie, pour les tapis
- en 1664, la Manufacture de bas de soie au métier, château de Madrid
- en 1664, la Manufacture de Beauvais, pour la tapisserie
- en 1665, la Manufacture d'Aubusson, pour la tapisserie
- en 1665, la Manufacture des Glaces, une verrerie à Saint-Gobain
- en 1665, un Magasin royal des armes, alimenté par Saint-Étienne, à Paris
- en 1666, la Compagnie royale des mines et fonderies du Languedoc
- en 1667, la Manufacture des dentelles d'Auxerre
- en 1666, la Manufacture des points de France
- en 1665, la Manufacture royale des Rames, des ateliers de draperie à Abbeville
- en 1667, la Manufacture des draps de Villeneuvette
- en 1667, la Manufacture de draps des Saptes
- en 1667, la Manufacture royale des moquettes à Abbeville
- en 1670, la Manufacture des rubans de Chevreuse
- en 1674, la Manufacture des tabacs
- en 1690, la Cristallerie de Portieux
- en 1707, la Cristallerie de Vallérysthal
- en 1730, la Manufacture royale d'armes blanches d'Alsace à Klingenthal
- en 1730, la Manufacture de Lunéville
- en 1735, la Manufacture de Niderviller
- en 1740, la Manufacture de Vincennes, pour la porcelaine, qui déménagera à Sèvres en 1756
- en 1750, la Manufacture Royale du Spalme
- en 1755, la Manufacture royale d'étoffes fleuries, pour le velours imprimé
- en 1756, la Manufacture de Sèvres, pour la porcelaine
- en 1764, la Manufacture d'armes de Saint-Étienne
- en 1764, la Manufacture de Baccarat
- en 1766, la Manufacture royale d'Amiens, velours de coton pour les vêtements
- Très nombreuses lettres de privilèges pour des verreries, mines, forges, tuileries, corderies, manufacture de poudres, etc.

Plusieurs d'entre elles demeurent sous forme de sociétés privées, notamment depuis la Révolution. Les Manufactures Nationales de l'État subsistantes sont la Manufacture de tapisserie des Gobelins, la Manufacture de Beauvais (ateliers situés à Paris et Beauvais), la Manufacture de la Savonnerie (ateliers situés à Paris et Lodève) rattachées depuis 1936 et 1937 au Mobilier national, qui dépendent de l'administration générale du Mobilier national et des Manufactures nationales de tapis et tapisseries avec l'Atelier conservatoire national de la dentelle du Puy-en-Velay et celui d’Alençon, ainsi que la Manufacture nationale de Sèvres ; la Manufacture nationale d'armes de Saint-Étienne ayant définitivement fermé ses portes en 2001. Depuis 2025 les manufactures de textile et de céramique, ainsi que les ateliers-conservatoires de dentelles, sont toutes administrées par l'établissement public des Manufactures nationales - Sèvres & Mobilier national.

## Manufactures libres en France après 1789

### Exemples de manufactures industrielles
- la manufacture de briare : fabrique de boutons et de perles (1837) puis fabrique de mosaïques connues sous la dénomination émaux de Briare.

## Manufactures de pianos ou de porcelaine
Dans une manufacture, on construit entièrement l’objet pour lequel il a été créé. Le terme de manufacture est traditionnellement utilisé pour désigner le lieu où étaient construits les pianos (au XIXe siècle Pleyel et Érard, que l'on désignait sous le nom de « facteurs de piano »).
On désigne aussi par manufacture le lieu où l’on réalise des tapisseries (Manufacture des Gobelins) et des objets d’art en porcelaine (Manufacture nationale de Sèvres).

## Manufactures d'horlogerie
Ainsi, pour l’horlogerie, on distingue les « manufactures horlogères », qui réalisent les ébauches du calibre de la montre ainsi que son habillement, des « établisseurs » qui intègrent dans leur montres des mouvements industriels, élaborés et fabriqués par d'autres entreprises, ou qui sous-traitent les complications. En réalité, peu d'entreprises horlogères méritent le terme de manufacture, qui est encore trop souvent utilisé à mauvais escient à des fins de stratégie de communication.
Par exemple, il est possible de distinguer les manufactures horlogères, qui manufacturent la majorité, sinon toutes les parties de leurs montres comme Citizen, Rolex, les marques du Swatch Group, Seiko ou encore Jaeger Le Coultre ou Raketa qui utilisent souvent des calibres fabriqués par ETA Manufacture Horlogère et sous-traitent l'habillement de leurs produits à d'autres marques du groupe.